# Sjuljönssmåögona (Sorsele socken, Lappland, 730433-154920)
Sjuljönssmåögona är en sjö i Sorsele kommun i Lappland och ingår i Umeälvens huvudavrinningsområde. Sjuljönssmåögona ligger i Vindelfjällen Natura 2000-område.